# Roy Gutman
Roy Gutman (* 5. března 1944) je americký novinář a spisovatel.
Narodil se v New Yorku a studoval na Haverford College se zaměřením na historii a poté na Londýnské škole ekonomie, odkud má titul z mezinárodních vztahů. Od roku 1982 pracoval pro deník Newsday a do konce 80. let se působil ve Washingtonu, D.C. a zaměřoval se na národní bezpečnost. V letech 1989–1994 působil v Evropě, pokrýval mj. pády režimů v Polsku, Východním Německu a Československu, a psal také o válce v Jugoslávii. Jako jeden z prvních informoval o existenci koncentračního tábora Omarska. Za svou práci v Jugoslávii získal v roce 1993 Pulitzerovu cenu. Dále je držitelem Ceny George Polka (1992) a dalších ocenění.
Napsal několik knih, první z nich Banana Diplomacy: The Making of American Policy in Nicaragua, 1981–1987 (1988) pojednává o politice vlády Ronalda Reagana vůči Nikaragui. Pod názvem A Witness to Genocide: The 1993 Pulitzer Prize Winning Dispatches on Ethnic Cleansing of Bosnia (1993) vyšla sbírka jeho reportáží z Jugoslávie. Spolu s Davidem Rieffem sestavil knihu Crimes of War: What the Public Should Know (1999). V roce 2008 mu vyšla kniha How We Missed the Story: Osama bin Laden, the Taliban, and the Hijacking of Afghanistan.